# GAC Mitsubishi

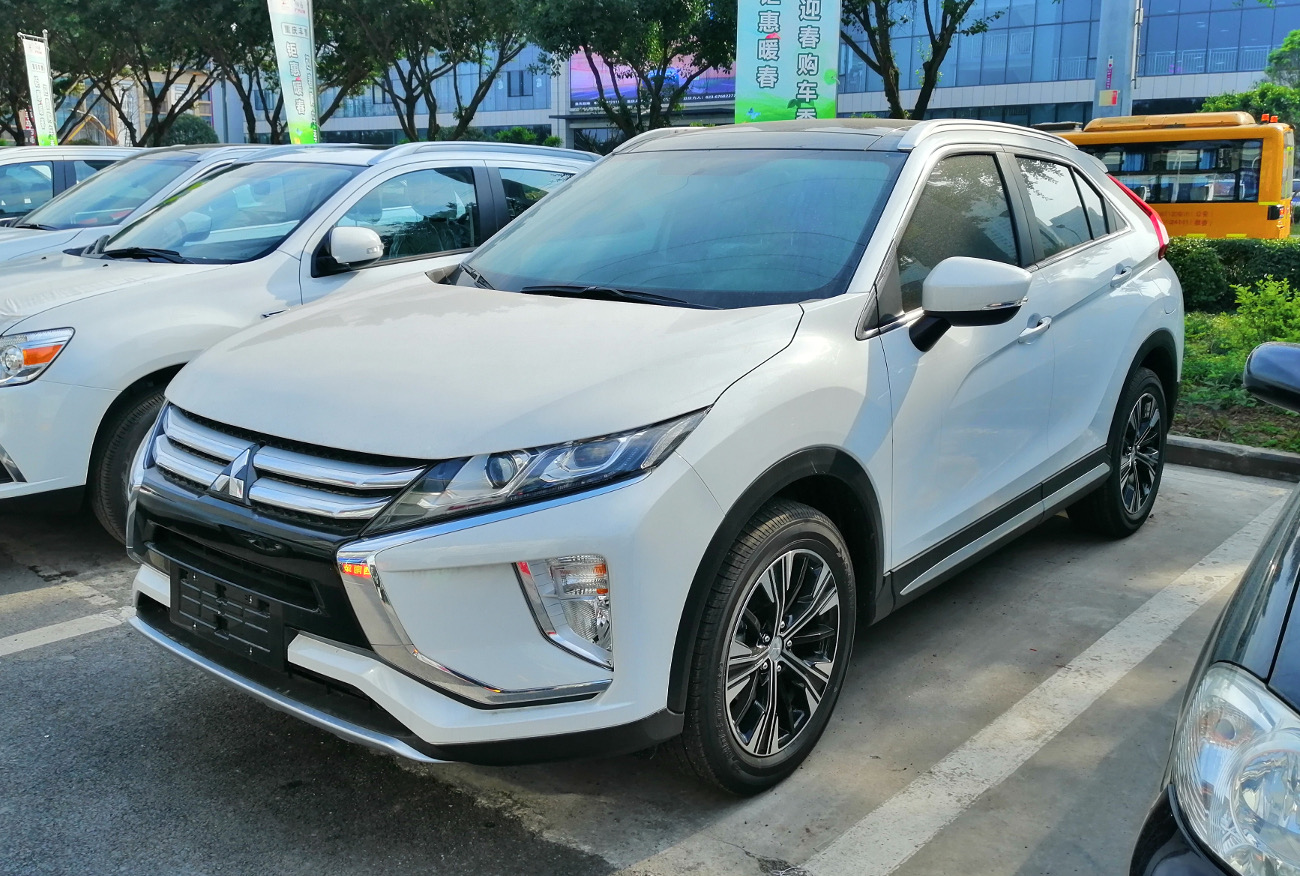
Mitsubishi Eclipse Cross

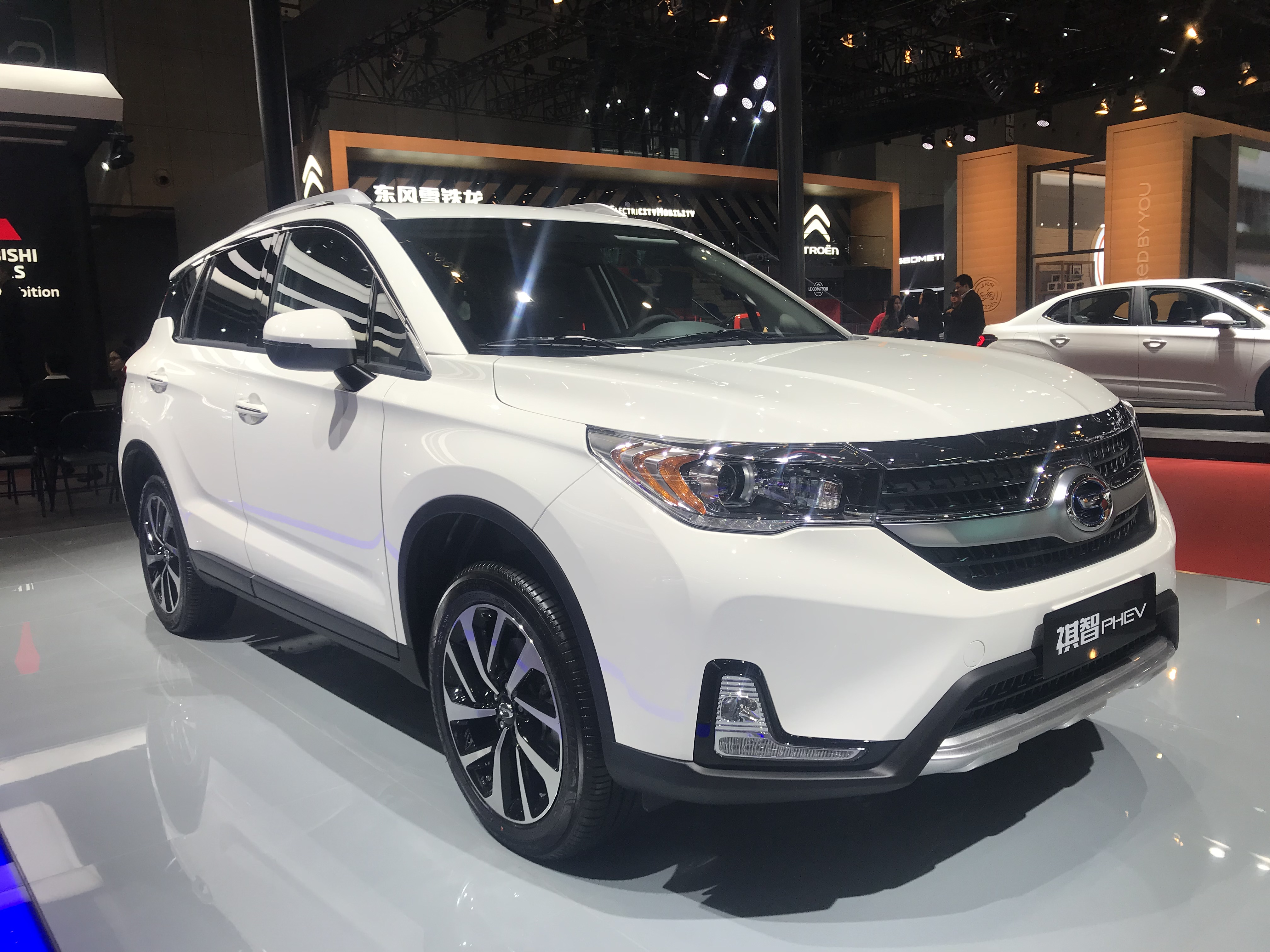
Mitsubishi Eupheme

GAC Mitsubishi Motors Co., Ltd. es una empresa de fabricación de automóviles con sede en Changsha, China .

## Historia
La empresa fue fundada el 25 de septiembre de 2012. The GAC Group posee el 50%, Mitsubishi Motors el 30% y Mitsubishi Corporation el 20%. Other sources give 50%, 33% and 17%.
Ese mismo año comenzó la producción de automóviles. La marca es Mitsubishi. La planta tenía una capacidad de producción de 100.000 vehículos en 2016. También se fabrican motores desde 2018.
El 27 de septiembre de 2023, Mitsubishi Motor anunció su decisión de abandonar el mercado chino. Según el comunicado de Mitsubishi Motor, la empresa no puede hacer frente a la feroz competencia en el mercado chino y consideró que la empresa conjunta ya no sería rentable. 

## Vehículos
Se registraron los modelos Mitsubishi ASX, Outlander y Montero en 2016. Una fuente de 2020 confirma estos tres modelos y también nombra el Eclipse Cross. Según esta fuente, el Montero se produjo hasta 2015, el ASX desde 2013, el Outlander desde 2016, mientras que no se da un período para el Eclipse Cross.
También se fabrica el Mitsubishi Eupheme, un coche eléctrico.

## Cifras de ventas
En 2016 se fabricaron 56 700 unidades.